# Chongyi

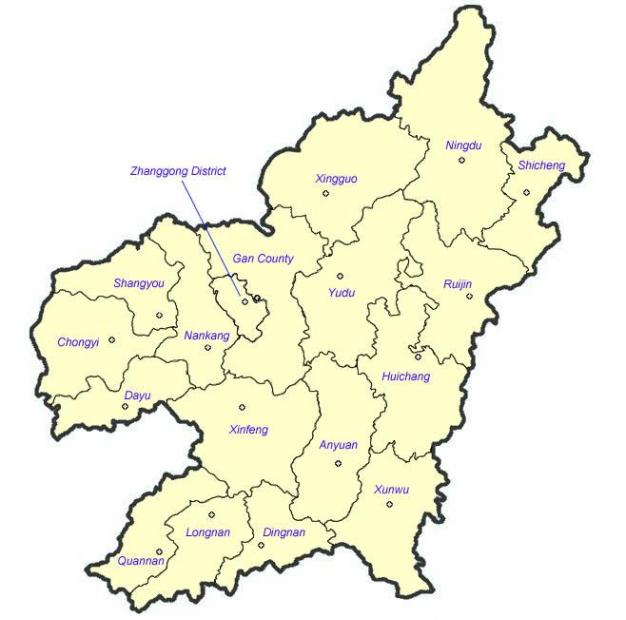
Lage von Chongyi im Verwaltungsgebiet von Ganzhou

Der Kreis Chongyi (chinesisch 崇义县, Pinyin Chóngyì Xiàn) ist ein Kreis der bezirksfreien Stadt Ganzhou im Südwesten der Provinz Jiangxi der Volksrepublik China. Er hat eine Fläche von 2.197 km² und zählt 187.234 Einwohner (Stand: Zensus 2010). Sein Hauptort ist die Großgemeinde Hengshui (横水镇).

## Administrative Gliederung
Auf Gemeindeebene setzt sich der Kreis aus sechs Großgemeinden und zehn Gemeinden zusammen. 